# Philippe Boyer (écrivain)
Pour les articles homonymes, voir Philippe Boyer et Boyer.
Philippe Boyer, né à Paris en 1931, est un écrivain français, membre du collectif Change.

## Biographie
Ancien étudiant à la Sorbonne (1951-1954), où il a pour professeurs Gaston Bachelard et Jacques Lacan, il accepte un poste qui le conduit au Viêt Nam de 1961 à 1964. De retour en France, il commence une carrière de critique littéraire pour les revues Esprit, Change, et d'autres journaux. Il collabore ainsi à Libération, Le Matin de Paris, Le Nouvel Observateur.

### Romans
- Mots d'ordre, Le Seuil, 1969
- Non-Lieu, Le Seuil, 1972
- Entailles, entrailles, Seghers-Laffont, 1977
- Marin Carmel, Publisud, 1983
- Les Îles du Hollandais, Seuil, 1993

### Essais
- L'Écarté(e), Seghers-Laffont, 1973
- Le Mensonge - Chronique des années de crise, Ed. Encres  (ISBN 9782862220055)
- Commencement d'une figure en mouvement, avec Jean-Pierre Faye, Stock, 1980
- Le Romantisme allemand, MA Éditions, 1985
- Le Petit Pan de mur jaune (sur Proust), Seuil, 1987